# Eivaut Rischen
Eivaut Rischen (Zwolle, Países Bajos; 9 de marzo de 1988) es un actor de cine y televisión neerlandés nacionalizado mexicano. Es mayormente conocido por su personaje protagónico en la serie de televisión Run Coyote Run y también las series 40 y 20 y Viaje al Centro de la Tierra. También ha participado en varios proyectos de la pantalla grande, estrenando en el 2023 la cinta Los Cuatro Altares.

## Biografía
Eivaut Rischen trabaja desde los quince años de edad en cine en Holanda, empezando detrás de cámaras en la parte de dirección y hace su primera apariencia como actor a los 18 años en la televisión neerlandesa. Luego después de haber estudiado historia en la Universidad de Ámsterdam, en su tierra natal, llega a México como viajero en 2011 y decide quedarse a radicar en tierras aztecas. Debuta en Latinoamérica en 2013 como actor en la serie Alguien Más. En los años que vienen Eivaut hace varios proyectos de cine, aunque enfocándose en estudiar actuación en el Centro de Educación Artística de Televisa (CEA) donde es egresado de la generación 2015. En Televisa es conocido por sus participaciones en proyectos como Simplemente María, Soltero con hijas y 40 y 20 (serie de televisión).
En 2016 hace su primer papel protagónico como Morris en la serie de televisión Run Coyote Run para el canal FX, serie que llegó a hacer tres temporadas que actualmente se pueden ver en la plataforma Star+. Es en 2023 el villano de la segunda temporada de la serie juvenil de Disney+ Viaje al centro de la Tierra. En cine estrenó en 2020 su primer protagónico al lado del actor español Eduardo Noriega en la película de terror La marca del demonio.

## Filmografía
- Viaje al centro de la Tierra (2023) — «Ayrton»
- Yankee (2019) — «Sonny»
- Soltero con hijas (2019) — «Nikolai»
- La marca del demonio (2019) — «Karl Nüni»
- Silencio (2018)
- Dibujando el cielo (2018) — «Isidoro»
- Run Coyote Run (2017) — «Morris»
- Moronga (2017) — «Mormon»
- Loco Love (2016) — «Otis»
- Despertar contigo (2016)
- 40 y 20 (serie de televisión) (2016) — «Pascal»
- Simplemente María (2015) — «Didier»
- Alguien más (2013) — «Emmet»
- De Vogelaar VPRO (2006) — «Mike»